# Осман, Ибрахим
Ибрахим Осман (англ. Ibrahim Osman; родился 29 ноября 2004) — ганский футболист, нападающий английского клуба «Брайтон энд Хоув Альбион» и сборной Ганы, выступающий на правах аренды за французский «Осер».

## Клубная карьера
Осман начал профессиональную карьеру в ганской футбольной академии «Право на мечту». В начале 2023 году игрок подписал свой первый профессиональный контракт с датским клубом «Норшелланн». 24 февраля в матче против «Оденсе» он дебютировал в датской Суперлиге. 31 июля в поединке против «Орхуса» Ибрахим забил свой первый гол за «Норшелланн».
15 августа 2024 года перешёл на правах аренды в нидерландский «Фейеноорд». 14 сентября дебютировал в Эредивизи в гостевом матче против «Гронингена», заменив на 62-й минуте Барта Ньивкопа.
8 июля 2025 года французский «Осер» объявил об аренде Османа на один сезон с правом последующего выкупа.